# Mas de Galofre
El Mas de Galofre és una masia de l'Albiol inclosa a l'Inventari del Patrimoni Arquitectònic de Catalunya. El Mas del Pubillet (per distingir-lo del Mas del Pubill o de Masdéu), és esmentat en un document de l'any 1788: "Povillet". Actualment, hom el coneix com de Galofre.
El conjunt d'edificis és dominat des d'un pla superior per l'antiga era de batre i una caseta, fins a un pla entremig amb el mas vell i l'inferior amb l'edificació moderna i la capella, entre altres edificis complementaris. El mas vell, orientat vers el camí, té una porta amb arc rodó allindat. Damunt, una finestra amb gran llinda que porta una creu de tipus grec en el centre, i una lleixa. La finestra gran està reforçada pels costats amb carreus, en canvi les de la part superior, corresponents al primer pis, estan bastides recentment amb pedres/lloses i ciment. La façana és arrebossada a la part baixa (paredat); a la part alta, sota la coberta a dues aigües, l'obra és vista. El mas modern, al costat de la capella, imita pilastres corínties, fetes amb maons, i el paredat antic. Les obertures són arcs carpanells fets amb maó i la façana té tres petits balcons, oberts al pla davant el mas. La capella, d'esquena al mas vell, té planta rectangular i una porta adovellada d'arc rodó. Damunt, una finestra allindanada (similar a la del mas vell), amb les lletres IHS. La capella, amb vitralls petits a la capçalera, té annexat un petit edifici, sobre la façana del qual hi ha una senzilla espadanya de ferro amb una campana. És curiosa la presència d'una banya encastada a la façana (arrebossada en blanc) d'aquesta darrera construcció.